# ГЕС Герлос I, II
ГЕС Герлос — гідроелектростанція у Австрії в провінції Тіроль. Належить до складу гідровузла Ціллертал, хоча й не пов'язана у одну схему із основними станціями групи (Хауслінг/Россхаг/Майргофен).
Станція Герлос використовує воду зі сховища Гмюнд, створеного греблею на річці Герлосбах (стікає з північного схилу Ціллертальських Альп у річку Ціллер). Окрім прямого стоку (зокрема, вода відпрацьована на ГЕС Фунсінгау, яка працює вище по течії Герлоссбаху на водосховищі Дурлассбоден) це сховище поповнюється зі струмка Schwarzachbach, що впадає в Герлосбах нижче греблі Гмюнд. Від останньої через гірський масив правобережжя Герлосбаху йде дериваційний тунель довжиною 6,2 км, який по дорозі захоплює воду зі ще одного його притока Muhlbach. На підході до долини Ціллера дериваційний тунель переходить у напірну шахту довжиною 1 км. Така схема забезпечує напір у 610,5 метрів. Відпрацьована вода відводиться до балансуючого резервуару об'ємом 25 тис. м3, який відкривається у Герлосбах незадовго до його впадіння у Ціллер.
Будівництво станції розпочалось ще у 1939 році та завершилось введенням в експлуатацію у 1949-му. На той час основне обладнання складали чотири турбіни типу Пелтон загальною потужністю 65,2 МВт. На початку 1990-х ГЕС пройшла модернізацію, під час якої зокрема підняли на 1 метр рівень води у водосховищі Гмюнд, а його об'єм досяг 0,85 млн м3. Проте значно більші роботи провели у період з 2004 до 2007 року, коли звели будівлю нового машинного залу (Герлос ІІ), в якому розмістилась одна турбіна типу Пелтон потужністю 135 МВт. Збільшення потужності станції у кілька разів потребувало також підвищення пропускної здатності головного дериваційного тунелю (з 14 до 42 м3/с).
Станція керується із центральної диспетчерської у Майргофен.
Зв'язок з енергосистемою забезпечує ЛЕП, що працює під напругою 110 кВ.